# Qualificazioni al Campionato mondiale maschile di pallacanestro 2023
Le Qualificazioni al Campionato mondiale maschile di pallacanestro 2023 decretano le 32 nazionali qualificate al mondiale che si disputa dal 25 agosto 2023 al 10 settembre 2023. Giappone e Filippine partecipano al mondiale in quanto nazione ospitante.

## Africa
Per la zona africana 15 squadre competono per cinque posti disponibili.

### Preliminari

#### Gruppo A
| Pos. | Squadra    | Pt | G | V | P | PF  | PS  | DP  |
| ---- | ---------- | -- | - | - | - | --- | --- | --- |
| 1.   | Capo Verde | 7  | 4 | 3 | 1 | 319 | 296 | +23 |
| 2.   | Nigeria    | 6  | 4 | 2 | 2 | 327 | 299 | +28 |
| 3.   | Uganda     | 5  | 4 | 1 | 3 | 296 | 347 | -51 |

#### Gruppo B
| Pos. | Squadra       | Pt | G | V | P | PF  | PS  | DP  |
| ---- | ------------- | -- | - | - | - | --- | --- | --- |
| 1.   | Sudan del Sud | 12 | 6 | 6 | 0 | 429 | 368 | +61 |
| 2.   | Tunisia       | 10 | 6 | 4 | 2 | 386 | 369 | +17 |
| 3.   | Camerun       | 7  | 6 | 1 | 5 | 338 | 365 | -27 |
| 4.   | Ruanda        | 7  | 6 | 1 | 5 | 340 | 391 | -51 |

#### Gruppo C
| Pos. | Squadra            | Pt | G | V | P | PF  | PS  | DP  |
| ---- | ------------------ | -- | - | - | - | --- | --- | --- |
| 1.   | Costa d'Avorio     | 12 | 6 | 6 | 0 | 442 | 381 | +61 |
| 2.   | Angola             | 10 | 6 | 4 | 2 | 443 | 364 | +79 |
| 3.   | Guinea             | 7  | 6 | 1 | 5 | 381 | 437 | -56 |
| 4.   | Rep. Centrafricana | 7  | 6 | 1 | 5 | 367 | 451 | -84 |

#### Gruppo D
| Pos. | Squadra      | Pt | G | V | P | PF  | PS  | DP   |
| ---- | ------------ | -- | - | - | - | --- | --- | ---- |
| 1.   | Egitto       | 11 | 6 | 5 | 1 | 452 | 311 | +141 |
| 2.   | RD del Congo | 10 | 6 | 4 | 2 | 323 | 315 | +8   |
| 3.   | Senegal      | 9  | 6 | 3 | 3 | 421 | 376 | +45  |
| 4.   | Kenya        | 6  | 6 | 0 | 6 | 255 | 449 | -194 |

### Secondo turno

#### Gruppo E
| Pos. | Squadra        | Pt | G  | V | P | PF | PS | DP |
| ---- | -------------- | -- | -- | - | - | -- | -- | -- |
| 1.   | Costa d'Avorio | 18 | 10 | 8 | 2 |    |    |    |
| 2.   | Angola         | 18 | 10 | 8 | 2 |    |    |    |
| 3.   | Capo Verde     | 16 | 10 | 6 | 4 |    |    |    |
| 4.   | Nigeria        | 15 | 10 | 5 | 5 |    |    |    |
| 5.   | Guinea         | 12 | 10 | 2 | 8 |    |    |    |
| 6.   | Uganda         | 11 | 10 | 1 | 9 |    |    |    |

#### Gruppo F
| Pos. | Squadra       | Pt | G  | V  | P | PF | PS | DP |
| ---- | ------------- | -- | -- | -- | - | -- | -- | -- |
| 1.   | Sudan del Sud | 23 | 12 | 11 | 1 |    |    |    |
| 2.   | Egitto        | 20 | 12 | 8  | 4 |    |    |    |
| 3.   | Senegal       | 19 | 12 | 7  | 5 |    |    |    |
| 4.   | Tunisia       | 18 | 12 | 6  | 6 |    |    |    |
| 5.   | RD del Congo  | 17 | 12 | 5  | 7 |    |    |    |
| 6.   | Camerun       | 16 | 12 | 4  | 8 |    |    |    |

#### Migliore 3º posto
Delle squadre classificatesi al 3º posto dei due rispettivi gironi, si qualifica alla Coppa del Mondo quella migliore.
| Pos. | Gir | Squadra    | Pt | G  | V | P | PF | PS | DP |
| ---- | --- | ---------- | -- | -- | - | - | -- | -- | -- |
| 1.   | E   | Capo Verde | 16 | 10 | 6 | 4 |    |    |    |
| 2.   | F   | Senegal    | 15 | 10 | 5 | 5 |    |    |    |

## Americhe
Per la zona americana 16 squadre competono per sette posti disponibili. 

### Primo turno

#### Gruppo A
| Pos. | Squadra   | Pt | G | V | P | PF | PS | DP |
| ---- | --------- | -- | - | - | - | -- | -- | -- |
| 1.   | Venezuela | 11 | 6 | 5 | 1 |    |    |    |
| 2.   | Argentina | 11 | 6 | 5 | 1 |    |    |    |
| 3.   | Panama    | 8  | 6 | 2 | 4 |    |    |    |
| 4.   | Paraguay  | 6  | 6 | 0 | 6 |    |    |    |

#### Gruppo B
| Pos. | Squadra  | Pt | G | V | P | PF | PS | DP |
| ---- | -------- | -- | - | - | - | -- | -- | -- |
| 1.   | Brasile  | 11 | 6 | 5 | 1 |    |    |    |
| 2.   | Uruguay  | 10 | 6 | 4 | 2 |    |    |    |
| 3.   | Colombia | 8  | 6 | 2 | 4 |    |    |    |
| 4.   | Cile     | 7  | 6 | 1 | 5 |    |    |    |

#### Gruppo C
| Pos. | Squadra                 | Pt | G | V | P | PF | PS | DP |
| ---- | ----------------------- | -- | - | - | - | -- | -- | -- |
| 1.   | Canada                  | 12 | 6 | 6 | 0 |    |    |    |
| 2.   | Rep. Dominicana         | 10 | 6 | 4 | 2 |    |    |    |
| 3.   | Bahamas                 | 8  | 6 | 2 | 4 |    |    |    |
| 4.   | Isole Vergini Americane | 6  | 6 | 0 | 6 |    |    |    |

#### Gruppo D
| Pos. | Squadra     | Pt | G | V | P | PF | PS | DP |
| ---- | ----------- | -- | - | - | - | -- | -- | -- |
| 1.   | Stati Uniti | 11 | 6 | 5 | 1 |    |    |    |
| 2.   | Messico     | 10 | 6 | 4 | 2 |    |    |    |
| 3.   | Porto Rico  | 9  | 6 | 3 | 3 |    |    |    |
| 4.   | Cuba        | 6  | 6 | 0 | 6 |    |    |    |

### Secondo turno

#### Gruppo E
| Pos. | Squadra         | Pt | G  | V  | P | PF | PS | DP |
| ---- | --------------- | -- | -- | -- | - | -- | -- | -- |
| 1.   | Canada          | 23 | 12 | 11 | 1 |    |    |    |
| 2.   | Rep. Dominicana | 21 | 12 | 9  | 3 |    |    |    |
| 3.   | Venezuela       | 20 | 12 | 8  | 4 |    |    |    |
| 4.   | Argentina       | 20 | 12 | 8  | 4 |    |    |    |
| 5.   | Panama          | 15 | 12 | 3  | 9 |    |    |    |
| 6.   | Bahamas         | 15 | 12 | 3  | 9 |    |    |    |

#### Gruppo F
| Pos. | Squadra     | Pt | G  | V | P | PF | PS | DP |
| ---- | ----------- | -- | -- | - | - | -- | -- | -- |
| 1.   | Stati Uniti | 21 | 12 | 9 | 3 |    |    |    |
| 2.   | Porto Rico  | 20 | 12 | 8 | 4 |    |    |    |
| 3.   | Messico     | 20 | 12 | 8 | 4 |    |    |    |
| 4.   | Brasile     | 20 | 12 | 8 | 4 |    |    |    |
| 5.   | Uruguay     | 17 | 12 | 5 | 7 |    |    |    |
| 6.   | Colombia    | 15 | 12 | 3 | 9 |    |    |    |

#### Migliore 4º posto
Delle squadre classificatesi al 4º posto dei due rispettivi gironi, si qualifica alla Coppa del Mondo quella migliore.
| Pos. | Gir | Squadra   | Pt | G | V | P | PF | PS | DP |
| ---- | --- | --------- | -- | - | - | - | -- | -- | -- |
| 1.   | F   | Brasile   | 9  | 6 | 3 | 3 |    |    |    |
| 2.   | E   | Argentina | 9  | 6 | 3 | 3 |    |    |    |

## Asia Oceania
Per la zona asiatica oceaniana 15 squadre competono per otto posti disponibili. 

### Primo turno

#### Gruppo A
| Pos. | Squadra       | Pt | G | V | P | PF  | PS  | DP   |
| ---- | ------------- | -- | - | - | - | --- | --- | ---- |
| 1.   | Nuova Zelanda | 8  | 4 | 4 | 0 | 390 | 229 | +161 |
| 2.   | Filippine     | 6  | 4 | 2 | 2 | 290 | 321 | -31  |
| 3.   | India         | 4  | 4 | 0 | 4 | 233 | 363 | -130 |

#### Gruppo B
| Pos. | Squadra       | Pt | G | V | P | PF | PS | DP |
| ---- | ------------- | -- | - | - | - | -- | -- | -- |
| 1.   | Australia     | 12 | 6 | 6 | 0 |    |    |    |
| 2.   | Cina          | 10 | 6 | 4 | 2 |    |    |    |
| 3.   | Giappone      | 8  | 6 | 2 | 4 |    |    |    |
| 4.   | Taipei cinese | 6  | 6 | 0 | 6 |    |    |    |

#### Gruppo C
| Pos. | Squadra        | Pt | G | V | P | PF | PS | DP |
| ---- | -------------- | -- | - | - | - | -- | -- | -- |
| 1.   | Libano         | 11 | 6 | 5 | 1 |    |    |    |
| 2.   | Giordania      | 10 | 6 | 4 | 2 |    |    |    |
| 3.   | Arabia Saudita | 9  | 6 | 3 | 3 |    |    |    |
| 4.   | Indonesia      | 6  | 6 | 0 | 6 |    |    |    |

#### Gruppo D
| Pos. | Squadra    | Pt | G | V | P | PF | PS | DP |
| ---- | ---------- | -- | - | - | - | -- | -- | -- |
| 1.   | Kazakistan | 11 | 6 | 5 | 1 |    |    |    |
| 2.   | Iran       | 10 | 6 | 4 | 2 |    |    |    |
| 3.   | Bahrein    | 8  | 6 | 2 | 4 |    |    |    |
| 4.   | Siria      | 7  | 6 | 1 | 5 |    |    |    |

### Secondo turno

#### Gruppo E
| Pos. | Squadra        | Pt | G  | V | P  | PF | PS | DP |
| ---- | -------------- | -- | -- | - | -- | -- | -- | -- |
| 1.   | Nuova Zelanda  | 18 | 10 | 8 | 2  |    |    |    |
| 2.   | Libano         | 17 | 10 | 7 | 3  |    |    |    |
| 3.   | Filippine      | 16 | 10 | 6 | 4  |    |    |    |
| 4.   | Giordania      | 16 | 10 | 6 | 4  |    |    |    |
| 5.   | Arabia Saudita | 13 | 12 | 3 | 7  |    |    |    |
| 6.   | India          | 10 | 12 | 2 | 10 |    |    |    |

#### Gruppo F
| Pos. | Squadra    | Pt | G  | V  | P  | PF | PS | DP |
| ---- | ---------- | -- | -- | -- | -- | -- | -- | -- |
| 1.   | Australia  | 22 | 12 | 10 | 2  |    |    |    |
| 2.   | Cina       | 22 | 12 | 10 | 2  |    |    |    |
| 3.   | Giappone   | 19 | 12 | 7  | 5  |    |    |    |
| 4.   | Iran       | 19 | 12 | 7  | 5  |    |    |    |
| 5.   | Kazakistan | 18 | 12 | 6  | 6  |    |    |    |
| 6.   | Bahrein    | 14 | 12 | 2  | 10 |    |    |    |

## Europa
Per la zona europea 30 squadre competono per dodici posti disponibili. 

### Preliminari

#### Gruppo A
| Pos. | Squadra    | Pt | G | V | P | PF  | PS  | DP   |
| ---- | ---------- | -- | - | - | - | --- | --- | ---- |
| 1.   | Lettonia   | 11 | 6 | 5 | 1 | 475 | 422 | +53  |
| 2.   | Belgio     | 10 | 6 | 4 | 2 | 460 | 392 | +68  |
| 3.   | Serbia     | 9  | 6 | 3 | 3 | 448 | 439 | +9   |
| 4.   | Slovacchia | 6  | 6 | 0 | 6 | 376 | 506 | -130 |

#### Gruppo B
| Pos. | Squadra       | Pt | G | V | P | PF  | PS  | DP  |
| ---- | ------------- | -- | - | - | - | --- | --- | --- |
| 1.   | Grecia        | 7  | 4 | 3 | 1 | 310 | 287 | +23 |
| 2.   | Turchia       | 6  | 4 | 2 | 2 | 307 | 286 | +21 |
| 3.   | Gran Bretagna | 5  | 4 | 1 | 3 | 287 | 331 | -44 |

#### Gruppo C
| Pos. | Squadra   | Pt | G | V | P | PF  | PS  | DP  |
| ---- | --------- | -- | - | - | - | --- | --- | --- |
| 1.   | Finlandia | 11 | 6 | 5 | 1 | 474 | 446 | +28 |
| 2.   | Slovenia  | 10 | 6 | 4 | 2 | 506 | 482 | +24 |
| 3.   | Svezia    | 8  | 6 | 2 | 4 | 479 | 494 | -15 |
| 4.   | Croazia   | 7  | 6 | 1 | 5 | 462 | 499 | -37 |

#### Gruppo D
| Pos. | Squadra  | Pt | G | V | P | PF  | PS  | DP  |
| ---- | -------- | -- | - | - | - | --- | --- | --- |
| 1.   | Germania | 11 | 6 | 5 | 1 | 474 | 425 | +49 |
| 2.   | Israele  | 9  | 6 | 3 | 3 | 476 | 452 | +24 |
| 3.   | Estonia  | 8  | 6 | 2 | 4 | 415 | 470 | -55 |
| 4.   | Polonia  | 6  | 6 | 2 | 4 | 444 | 462 | -18 |

#### Gruppo E
| Pos. | Squadra    | Pt | G | V | P | PF  | PS  | DP   |
| ---- | ---------- | -- | - | - | - | --- | --- | ---- |
| 1.   | Francia    | 11 | 6 | 5 | 1 | 464 | 343 | +121 |
| 2.   | Montenegro | 10 | 6 | 4 | 2 | 464 | 428 | +36  |
| 3.   | Ungheria   | 9  | 6 | 3 | 3 | 399 | 469 | -70  |
| 4.   | Portogallo | 6  | 6 | 0 | 6 | 386 | 473 | -87  |

#### Gruppo F
| Pos. | Squadra              | Pt | G | V | P | PF  | PS  | DP  |
| ---- | -------------------- | -- | - | - | - | --- | --- | --- |
| 1.   | Lituania             | 11 | 6 | 5 | 1 | 462 | 421 | +41 |
| 2.   | Rep. Ceca            | 9  | 6 | 3 | 3 | 485 | 483 | +2  |
| 3.   | Bosnia ed Erzegovina | 9  | 6 | 3 | 3 | 472 | 486 | -14 |
| 4.   | Bulgaria             | 7  | 6 | 1 | 5 | 446 | 475 | -29 |

#### Gruppo G
| Pos. | Squadra            | Pt | G | V | P | PF  | PS  | DP   |
| ---- | ------------------ | -- | - | - | - | --- | --- | ---- |
| 1.   | Spagna             | 11 | 6 | 5 | 1 | 504 | 402 | +102 |
| 2.   | Georgia            | 10 | 6 | 4 | 2 | 467 | 462 | +5   |
| 3.   | Ucraina            | 9  | 6 | 3 | 3 | 463 | 448 | -15  |
| 4.   | Macedonia del Nord | 6  | 6 | 0 | 6 | 373 | 495 | -122 |

#### Gruppo H
| Pos. | Squadra     | Pt | G | V | P | PF  | PS  | DP  |
| ---- | ----------- | -- | - | - | - | --- | --- | --- |
| 1.   | Italia      | 7  | 4 | 3 | 1 | 367 | 348 | +19 |
| 2.   | Islanda     | 7  | 4 | 3 | 1 | 340 | 343 | -3  |
| 3.   | Paesi Bassi | 4  | 4 | 0 | 4 | 297 | 313 | -16 |

### Secondo turno

#### Gruppo I
| Pos. | Squadra       | Pt | G  | V | P | PF  | PS  | DP   |
| ---- | ------------- | -- | -- | - | - | --- | --- | ---- |
| 1.   | Lettonia      | 19 | 10 | 9 | 1 | 807 | 707 | +100 |
| 2.   | Serbia        | 16 | 10 | 6 | 4 | 825 | 803 | +22  |
| 3.   | Grecia        | 16 | 10 | 6 | 4 | 775 | 764 | +11  |
| 4.   | Turchia       | 14 | 10 | 4 | 6 | 782 | 742 | +40  |
| 5.   | Belgio        | 14 | 10 | 4 | 6 | 679 | 717 | -38  |
| 6.   | Gran Bretagna | 11 | 10 | 1 | 9 | 697 | 832 | -135 |

#### Gruppo J
| Pos. | Squadra   | Pt | G  | V  | P | PF  | PS  | DP   |
| ---- | --------- | -- | -- | -- | - | --- | --- | ---- |
| 1.   | Germania  | 22 | 12 | 10 | 2 | 960 | 854 | +106 |
| 2.   | Finlandia | 21 | 12 | 9  | 3 | 978 | 934 | +44  |
| 3.   | Slovenia  | 19 | 12 | 7  | 5 | 994 | 958 | +36  |
| 4.   | Svezia    | 17 | 12 | 5  | 7 | 919 | 939 | -20  |
| 5.   | Israele   | 16 | 12 | 4  | 8 | 944 | 948 | -4   |
| 6.   | Estonia   | 16 | 12 | 4  | 8 | 870 | 977 | -107 |

#### Gruppo K
| Pos. | Squadra              | Pt | G  | V  | P | PF  | PS  | DP   |
| ---- | -------------------- | -- | -- | -- | - | --- | --- | ---- |
| 1.   | Francia              | 22 | 12 | 10 | 2 | 973 | 742 | +231 |
| 2.   | Lituania             | 21 | 12 | 9  | 3 | 922 | 852 | +70  |
| 3.   | Montenegro           | 19 | 12 | 7  | 5 | 900 | 852 | +48  |
| 4.   | Ungheria             | 18 | 12 | 6  | 6 | 871 | 954 | -83  |
| 5.   | Bosnia ed Erzegovina | 18 | 12 | 6  | 6 | 927 | 987 | -60  |
| 6.   | Rep. Ceca            | 15 | 12 | 3  | 9 | 878 | 968 | -90  |

#### Gruppo L
| Pos. | Squadra     | Pt | G  | V | P  | PF  | PS  | DP   |
| ---- | ----------- | -- | -- | - | -- | --- | --- | ---- |
| 1.   | Spagna      | 18 | 10 | 8 | 2  | 823 | 703 | +120 |
| 2.   | Italia      | 18 | 10 | 8 | 2  | 881 | 836 | +45  |
| 3.   | Georgia     | 15 | 10 | 5 | 5  | 795 | 814 | -19  |
| 4.   | Islanda     | 15 | 10 | 5 | 5  | 786 | 842 | -56  |
| 5.   | Ucraina     | 14 | 10 | 4 | 6  | 811 | 797 | +14  |
| 6.   | Paesi Bassi | 10 | 10 | 0 | 10 | 712 | 816 | -104 |